# نظرية المعاملات
نظرية المعاملات عند بعض علماء الإنسان نظرية طرحت عام 1959 لدراسة العمليات والتفاعلات الاجتماعية تهتم بالأدوار والعلاقات والقرارات والابتكارات الفردية ولا تعد المجتمع وحدة متماسكة. وهي اتجاه فلسفي يعتبر المعاملات الاجتماعية مكونًا رئيسيًا للوجود الإنساني؛ لأن كل التفاعلات الإنسانية تُدرك على إنها مجموعة من المعاملات القائمة على التبادل والتعاون النفعي. ويعتبر هذا الإتجاه «بصورة غير منقوصة» الإنسان ككائن حي يتشكل ويتأثر بالبيئة المحيطة به (العلاقة بينهما تتضمن كائن حي ووسط محيط)، ويفكر الإنسان دائمًا في نفسه كعضو منغمس في البيئة المحيطة به ويتأثر بمكانه وبالوقت الذي يعيش فيه. وبصورة أخرى فإن البيئة المحيطة بالإنسان في موقف ما، والإنسان نفسه في ذلك الموقف، والموقف الذي يمر به، جميعهم يتأثرون بأي مزايا أو عواقب قد تكون موجودة حينها وتعمل على تشكيلهم وظهورهم بصورة ما.
يستعرض المحللان الاجتماعيان جون ديوي وأرثر بينتلي في كتابهما المعلوم وغير المعلوم المنشور سنة 1949م بأنهما «مستعدان للتعامل مع كل السلوكيات البشرية على أنها سلوكيات لا تخص البشر وحدهم، وتتضمن تلك السلوكيات المعارف الإنسانية. ولكنها سلوكيات مرتبطة بالإنسان والبيئة المحيطة به». يرى المحللون الاجتماعيون أن السلوك البشري بما في ذلك قدرته على التعلم، تُفهم على أنها «كيانات» تتشكل بيولوجيًا واجتماعيًا ولغويًا، بالإضافة لبيئة العمل ومكان المنشأ.
يعتمد «السلوك المنفصل» أو ببساطة «المعاملة» على الاعتراف بأن «الفرد» في موقف ما و«الشيء» لاينفصلان، بل «يتم ربطهما مع بعض في نظام متسق. ولا يمكن الفصل بين الشيء المُسمى، والفرد الذي يطلق عليه التسمية». فالراصد للشيء يُطلق عليه «فرد» والشيء المُسمى يُطلق عليه «الموضوع» سواء كان شيئًا مادي أو غير مادي، ولا يمكن الفصل بينهما. ويجب التيقن من أنه مكون رئيسي من مكونات الحياة المُرضية.
تفترض ميتافيزقيا وإبستمولوجيا الحياة المُرضية بأن الإنسان هو عبارة عن تفاعل «الإنسان والوسط المحيط»، ويعمل على حل المشكلات بواسطة تفاعله النفعي المتبادل مع الآخرين. مع الوضع في الاعتبار أن السلوكيات المنظمة هي كيانات متفردة داخل منظومة تبادلية وتشاركية، سواء عن طريق سلوكيات البيع والشراء، التعليم والتعلم، عقود القران، أو في المواقف الاجتماعية على أرض الواقع أو عن طريق الإنترنت.

## تعريف
يُشتق التعريف من اللفظ اللاتيني «transigere» ومعناه «يتحقق من خلال» أو «يتم إنجازه»، فالكلمة الأصلية «المعاملة» ليست مقتصرة المعنى على المعاملات المالية أو معاملات البيع والشراء. لكنها تستخدم على نطاق أوسع لتشمل أي نوع من التفاعل الاجتماعي، أو التواصل اللفظي، أو التواصل البصري، أو عن طريق التلامس. حتى السكتات الدماغية تُعتبر من سلوكيات التواصل كما هو موضح في تحليل السلوكيات النفسية. فهذا التعريف لا يتضمن سلوكيات التبادل، أو المعاملات بين المُقرض والمُقترض فقط، ولكنه يشمل أي معاملات تتضمن الأفراد والأشياء الأخرى بما في ذلك «الاقتراض، البيع والشراء، القراءة والكتابة، الطفل ووالديه، الزوجة وزوجها». فالمعاملات إذًا «سلوك إبداعي، يشارك فيه شخص ما، بحكم مساهمته في القيام بفعل ما (وهذا الفعل دائمًا ما يُمثل أحد جوانب هذا الشخص، وليس كيانًا منفصلًا عنه)، ويقوم بهذا الفعل بمشاركة الآخرين سواء كانوا بشرًا أو شيء آخر، وهذا الشيء يتأثر من خلال هذا التفاعل.
لا ينبغي الخلط بين المعنى الفلسفي «للمعاملات» وبين «المعاملات» التجارية والحسابية وبين استخدام «المعاملات» في الجانب السياسي من خلال خطب القادة السياسين خلال القرن العشرين وأوائل القرن الحادي والعشرين.

## خلفية

### المساهمون الرئيسيون
يعتبر العديد من المحللين للعلاقات الاجتماعية جون ديوي المؤسس الرئيسي لذلك الاتجاه، إلا أن عالم الانسانيات فريدريك بارث هو أول من صاغ المفهوم بصورته الحالية. كتب عالما السياسة كارل و. ديتيش وبين روزماند في نفس المفهوم أيضًا. يعتبر تحليل المعاملات النموذج الجوهري الذي طوره عالم النفس الاجتماعي إيرك بيرن في كتابه «ألعاب الناس» والذي يُعرف فيه الفرد بأنه «منغمس ومتفاعل» مع المواقف والسلوكيات وتبادل العلاقات الحياتية.
طُبق هذا الاتجاه في طريقة حل المشكلات بصورة مُوسعة في الأبحاث الأكاديمية، بالإضافة لتطوير أنماط التفكير المهنية مثل الفلسفة التربوية في العلوم الإنسانية، وعلم نفس الاجتماع، والعلوم السياسية، والأنثروبولوجيا السياسية في العلوم الاجتماعية، والعلوم الطبية، وعلوم الإدراك، وعلم الحيوان، والعلوم الطبيعية مثل ميكانيكا الكم، بالإضافة لتطوير المعاملات أثناء القيادة والممارسة المهنية في الأعمال المختلفة.
قدم ديوي وبينتلي عام 1949م رؤية براغماتية متطورة للمعاملات، تتصور «الإنسان» ككائن حي يمارس سلوكياته داخل بيئته؛ لأنه من المنطقي أن نفكر في أنفسنا ككائنات حية متفاعلة مع بيئتها لتلبية المطالب الأساسية للحياة كلها في آن واحد. وتلك الفلسفة مُهيأة لتصحيح «تجزيئ الخبرات» الموجودة بصورة مُجزأة في مبادئ كالذاتية، والموضوعية، البنائية، والشكوكية. تلك هي الجوانب اللحظية لحل المشكلات في نهج المتعاملين لفحص وعيش حياة كريمة.
يعترف ديوي بأن حياة الإنسان ليست مُجزأة لكيانات منفصلة، فلو أن أنشطته العقلية (مثل الحركة، الإحساس، التفكير، التخيل، واتخاذ القرارات وإطلاق الأحكام) والعالم المحيط به (الأشياء الطبيعية والصناعية، أو القواعد الاجتماعية، والمؤسسات التربوية كالأسرة والإعلام الذي يشكل حياة الناس)، لو أن تلك الأجزاء العقلية والشيئية غير مرتبطة ببعضها، فسيؤدي ذلك إلى طرح سؤال «كيف يتفاعل العقل مع العالم المحيط؟».

### أسلاف تاريخيون
رفض غاليلو أن يبحث عن أسباب الظواهر الفيزيائية داخل إطار الظاهرة فقط ولكنه اعتقد أن الأسباب مُتضمَنه داخل الظروف المحيطة للظاهرة. فكتاب المعلوم وغير معلوم لجون ديوي وأرثر بينتلي عرض رؤية عميقة للغاية للمعاملات الإنسانية ولكن تلك الرؤية تعود في أصلها إلى بوليبيوس وغاليليو.
كتب الأمريكي تريفور فيليبس (1927 – 2016) الأستاذ الفخري بالمؤسسة التعليمية والتربوية بجامعة بولينغ غريين من عام 1963 وحتى عام 1996، رؤية شاملة للتطور التاريخي والفلسفي والنفسي والتعليمي للمعاملات في أطروحته عن «المعاملات» عام 1966، وهي دراسة تاريخية تفسيرية عن المعاملات أعيد نشرها عام 2013 بدوافع بيئية. تتبع فيليبس جذور نظرية المعاملات الفلسفية لدى بعض المؤرخين اليونانين كأفلاطون وبليبيوس حتى القرن السابع عشر وبزوغ غاليليو، وهو عصر الثورة العلمية، فيُعد رينيه ديكارت هو مؤسس الفلسفة الغربية الحديثة. 

اعتمدت إسهامات غاليليو في الثورة العلمية على فهم معنى المعاملات من خلال نقاشاته واعتراضاته على أخطاء الفيزياء الأرسطية في كتابه المنشور سنة 1632 حوار حول النظامين الرئيسين للكون.
«إذا رُفض اقتصار الحركة الدائرية على الأجرام السماوية كلها، وعممت على كل الأجسام المتحركة بشكل طبيعي، فستنحصر النتائج إذَا في نتيجتين. فإما أن تكون كل خصال: قابل وغير قابل للتعميم، قابل وغير قابل للتغيير، قابل وغير قابل للتقسيم، وغيرها، تتماشى بالتساوي وفي العموم مع كل الأجسام في هذا العالم –مع السماوية كما هي مع التكوينية– أو أن أرسطو قد استنتج مخطئًا وضالًا من الحركة الدائرية تلك الخصال التي نسبها للأجرام السماوية.»
تتجاهل الفلسفة الافتراضات والمعتقدات الذاتية والتفاعلية التي تؤدي لعدم حل المشكلة بشكل كامل. ففي ااعالم يتحد الشيء مع الفرد بصورة تعاونية لخلق قيمة للتعلم والمعرفة، وبالتالي تنشأ التنافسية في العلاقات بالاعتماد على الرغبة والفضول في معرفة كيفية عمل الأشياء (بما فيهم الناس) أثناء الظروف المختلفة.
حاد غاليليو عن نمط التفكير الأرسطي السائد في عصره الذي اعتبر المعاملات كالتفاعلات بدلًا من كونها معاملات بين الأشخاص ذوي المصالح المختلفة، أو تنشأ بينهم علاقات تعتمد على التنافس أو على ظروف البيئة المحيطة.